# Đường sắt Quan Triều – Núi Hồng
Đường sắt Quan Triều – Núi Hồng là một tuyến đường sắt chuyên chở khoáng sản hàng ngày, chủ yếu là than, thuộc sở hữu bởi Công ty than Núi Hồng. Toàn bộ tuyến nằm trên địa bàn thành phố Thái Nguyên và hai huyện Phú Lương, Đại Từ tỉnh Thái Nguyên và có điểm đầu là Phân xưởng Cơ điện - Đường sắt than Núi Hồng thuộc xã Phúc Hà, thành phố Thái Nguyên và điểm cuối là Mỏ than Núi Hồng thuộc xã Na Mao và xã Yên Lãng, huyện Đại Từ. Tuyến đường sắt được khởi công xây dựng từ năm 1985 và đơn vị xây dựng là Trung đoàn 98 thuộc Bộ Quốc phòng. Từ năm 1992, tuyến đường sắt Núi Hồng được đưa vào khai thác và giao cho Chi nhánh than Núi Hồng, Công ty Công nghiệp mỏ Việt Bắc, Tập đoàn Công nghiệp Than - Khoáng sản Việt Nam quản lý. Toàn tuyến đường sắt có chiều dài 33,5 kilômét và gần như song song với quốc lộ 3 đoạn Quan Triều – Bờ Đậu và với Quốc lộ 37 đoạn Bờ Đậu – Núi Hồng. Tuyến này có thể được kết nối với tuyến đường sắt Hà Nội - Quan Triều.

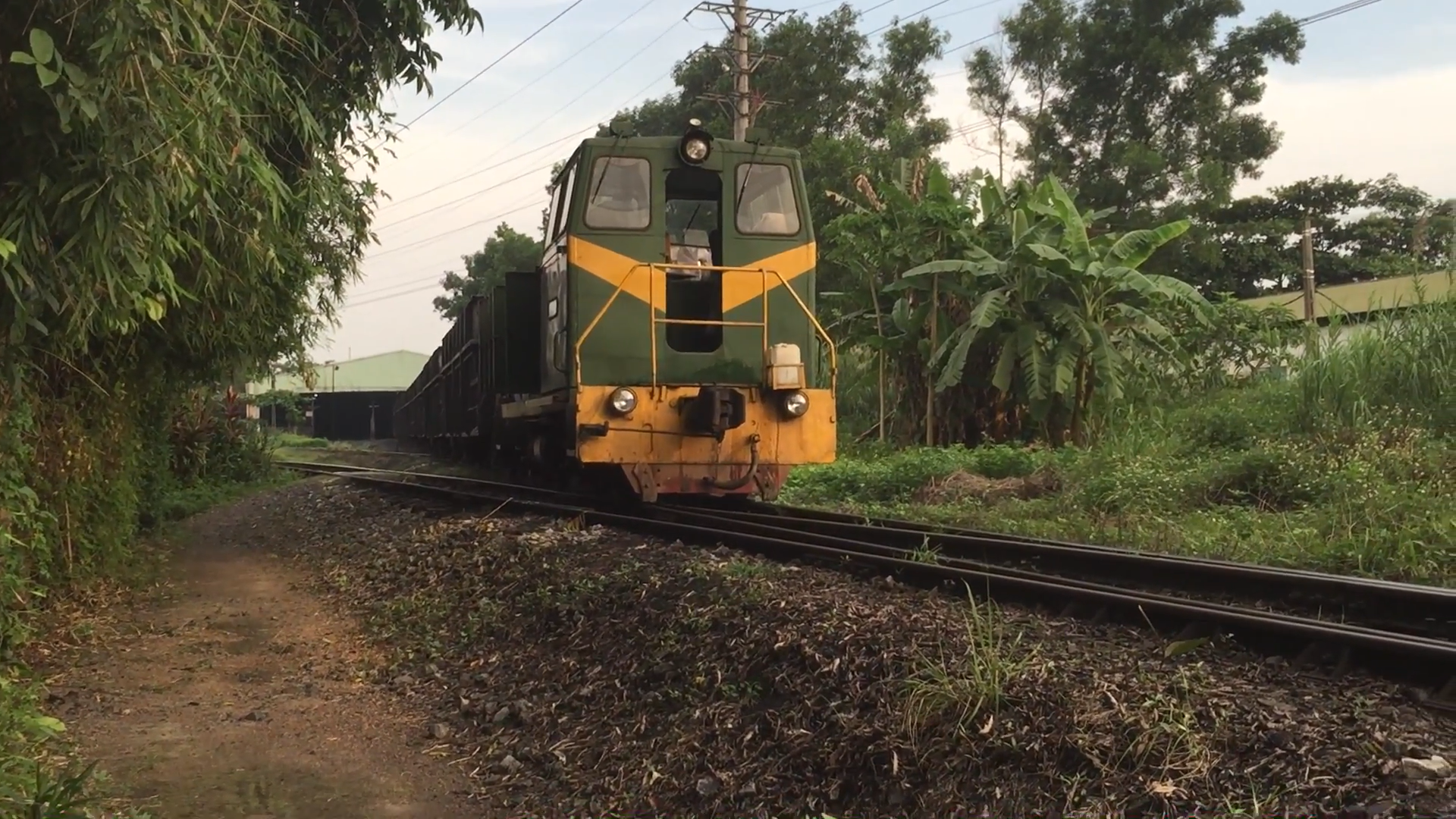
Tàu dừng ở Phân xưởng Cơ điện - Đường sắt than Núi Hồng

Hiện đang có 4 đầu máy loại D4H đang hoạt động trên tuyến đường sắt này, đánh số thứ tự lần lượt từ 001 cho đến 004.

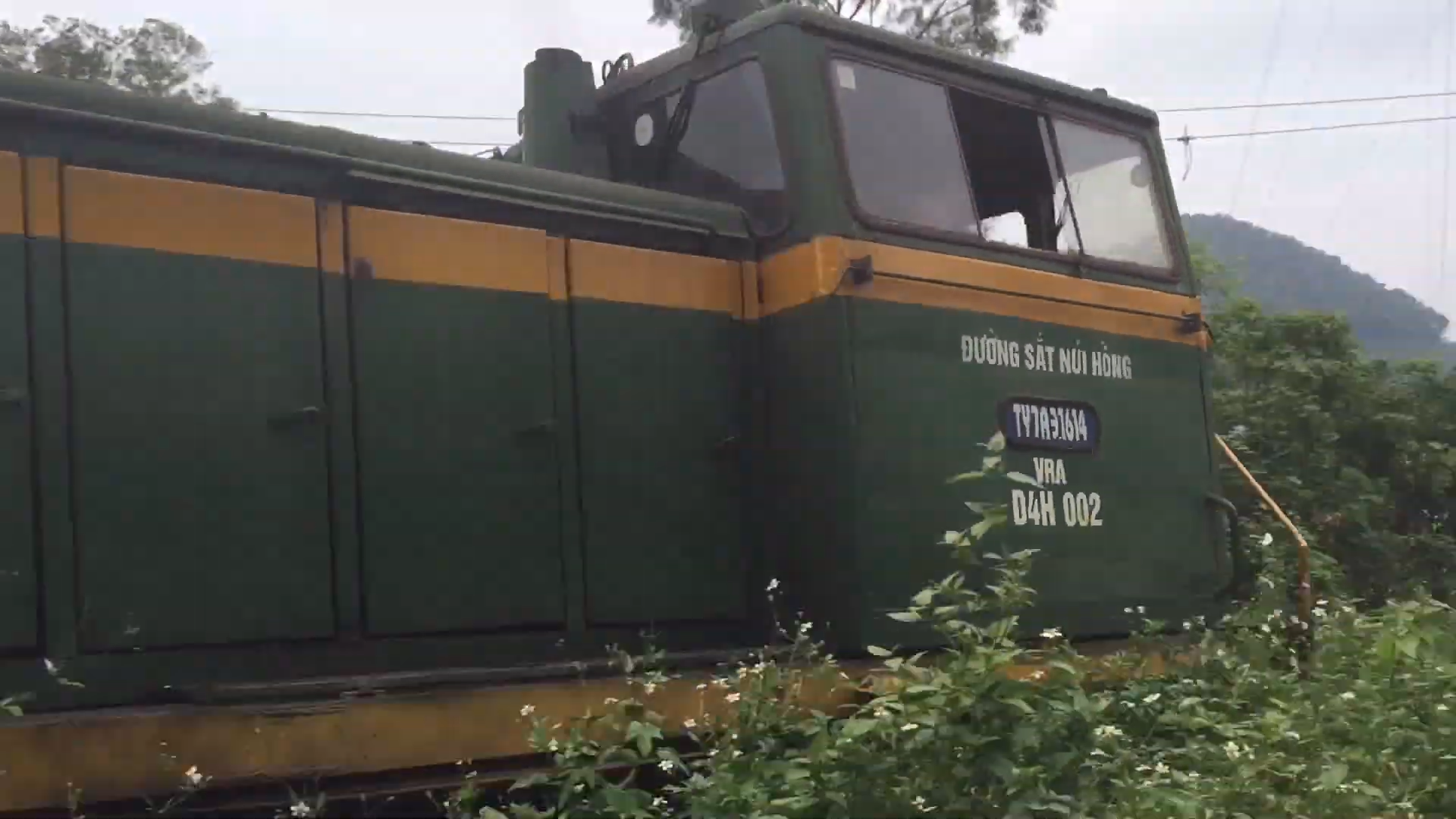
Đầu máy D4H - 002

Kể từ cuối năm 2014 trở về trước, tuyến đường sắt Núi Hồng vẫn vận tải hành khách song song với vận tải khoáng sản. Tuy nhiên từ sau đó, số lượng hành khách giảm mạnh nên Công ty than Núi Hồng đã ngừng dịch vụ vận tải hành khách trên tuyến này. Các toa vận tải hành khách trước đây chạy trên tuyến đường sắt Núi Hồng hiện đang bị bỏ hoang ở ga Lưu Xá.